# Этыр (футбольный клуб)
«Этыр» — бывший болгарский футбольный клуб из города Велико-Тырново, выступавший в Профессиональной футбольной группе «А». Основан в 1924 году путём объединения 7 городских клубов, включая «Слава», «Виктория», «Болгария» и «Феникс». В 1946 году «Этыр» объединился с клубом «Юнак», основав Спортивное Объединение «Этыр-Юнак». До 1985 года в состав общества были включены ещё 7 клубов города. В 2002 году на базе этого объединения и клуба «Ловико» (Сухин Дол) была создана команда «Этыр 1924», получившая профессиональный статус и заявленная в третий дивизион Болгарии. В 2013 году преемником расформированного «Этыра 1924» стал клуб «Этыр».
Единственный клуб в Болгарии имеющий в своих клубных цветах фиолетовый. Хозяин клуба — турецкий бизнесмен Фейзи Илханли.

## Выступление во внутренних соревнованиях в новейшей истории

### Чемпионаты Болгарии
Чемпион Болгарии: 1991;
Бронзовый призёр: 1989;1990;
Обладатель кубка лиги Болгарии:1985;
| Сезон     | Дивизион                 | Место | И  | В  | Н  | П  | М     | О  | Примечания               |
| --------- | ------------------------ | ----- | -- | -- | -- | -- | ----- | -- | ------------------------ |
| 2002/2003 | Группа В, «Северо-Запад» | 1     | 30 | 24 | 4  | 2  | 63-15 | 76 | Вышел в Группу Б «Запад» |
| 2003/2004 | Группа Б, «Запад»        | 8     | 26 | 8  | 8  | 10 | 31-34 | 32 |                          |
| 2004/2005 | Группа Б, «Запад»        | 11    | 30 | 10 | 6  | 6  | 38-46 | 36 |                          |
| 2005/2006 | Группа Б, «Запад»        | 8     | 26 | 9  | 3  | 14 | 31-39 | 30 |                          |
| 2006/2007 | Группа Б, «Запад»        | 6     | 26 | 10 | 5  | 11 | 36-34 | 35 |                          |
| 2007/2008 | Группа Б, «Запад»        | 7     | 26 | 8  | 10 | 8  | 33-39 | 34 |                          |
| 2008/2009 | Группа Б, «Запад»        | 13    | 30 | 6  | 10 | 14 | 36-45 | 28 |                          |